# 中国红楼梦学会
中国红楼梦学会，简称中国红学会，成立于1980年7月，是以曹雪芹与《红楼梦》为研究对象的群众性的学术团体，自愿结合的非营利性社会组织，是中华人民共和国民政部批准注册的社会团体法人。机构设在中国艺术研究院红楼梦研究所，其主要业务为《红楼梦》相关的理论研究、学术交流、咨询服务。
自1980年建会来，中国红学会既有冯其庸(著有《曹雪芹家事新考》、《论庚辰本》)等一批红学研究者，亦有二月河等知名作家，还有大量来自高等院校、民间团体的红楼梦爱好者。

## 组织机构
总会设在北京，分会遍及中国各地，其中分会有：
- 辽宁省红楼梦分会
- 黑龙江省红楼梦分会
- 江苏省红楼梦分会
- 上海市红楼梦分会
- 贵州省红楼梦分会；
- 山西省高等学校红楼梦分会
- 浙江平湖县红学会
- 上海松江县红学会

## 历届会长
- 吴组缃
- 冯其庸
- 林冠夫
- 张庆善

第一届中国红学会(1980年)
- 名誉会长：茅盾、王昆仑
- 会  长：吴组缃
- 副会长：冯其庸、李希凡、张毕来、陈毓罴
- 秘书长：冯其庸
- 顾问：俞平伯、顾颉刚、吴世昌、周汝昌、杨宪益、王朝闻、启功

现任中国红学会(2012年信息)
- 会    长：张庆善（法定代表人）
- 副 会 长：沈治钧、孙逊、孙玉明、梅新林
- 秘 书 长：孙伟科

第九屆中國紅學會
会 长：孫偉科

## 主要活动
- 1980年7月在哈尔滨举办第一次全国红楼梦学术研讨会并宣告学会成立
- 1986年6月在哈尔滨召开国际红楼梦学术研讨会
- 1988年5月在芜湖举办全国学术研讨会
- 1992年10月在扬州召开国际红楼梦学术研讨会
- 1997年8月在北京召开国际红楼梦学术研讨会
- 2004年10月10日至12日与江苏省扬州市外事办公室合作举办“2004年纪念曹雪芹逝世240周年中国扬州国际红楼梦学术研讨会”，并召开中国红楼梦学会会员代表大会，选举了新一届学会领导机构。
- 2010年8月3日纪念中国红楼梦学会成立三十周年暨全国《红楼梦》学术研讨会在北京召开。

此外还定期组织红学家在北京大观园、香山曹雪芹纪念馆举办红学讲座等。

## 学术质疑
虽然该学会在法律上是一个社会团体，但是是有官方主导的，其前身是国务院文化组《红楼梦》校订小组，后来建成《红楼梦》研究室，1979年经文化部批准，成立了红楼梦研究所。全所设有研究室、《红楼梦学刊》编辑部、图书资料室、办公室和国际研究资料中心、《红学史》编写组等室组。该所办所方针是“坚持以马克思列宁主义、毛泽东思想为指导，贯彻‘百花齐放，百家争鸣’的方针；坚持注重科研，实事求是，突出集体研究与个人研究、长远规划与近期计划相结合的科研方向”。
前任副會長胡文彬给红学研究预设了一个门槛，那就是红学永远是少数人的事，言外之意是要搞红学首先得加入他们的“红学会”，这碗饭不是谁都可以吃的。请注意其中一句话“真正的红学家，是把《红楼梦》当作毕生的事业，这是学术。”論者認為此心態太過偏狹。

## 其他
2010年8月3日，纪念中国红楼梦学会成立三十周年暨全国《红楼梦》学术研讨会在北京召开，约120余名红学家参加。大家认为改编《红楼梦》的影视剧有影响力的为：1944年周旋主演的电影版《红楼梦》、1962年王文娟主演的越剧电影《红楼梦》、1987年央视版电视剧《红楼梦》、1989年北影版电影《红楼梦》和当前受争议的的《新版红楼梦》。
对刘心武的批斥
在2005年，中国红学会名誉会长冯其庸指斥刘心武是“红外学乱弹”，红学会副会长李希凡则批评刘心武“干扰红学研究方向”，中国红学会秘书长孙玉明则说“他在搞猜谜，连王蒙说的趣味性研究都算不上！”